# Lozivka, Terebovlea
Lozivka (în ucraineană Лозівка, poloneză Łozówka) este un sat în comuna Ivanivka din raionul Terebovlea, regiunea Ternopil, Ucraina.

## Demografie
Componența lingvistică a localității Lozivka
     Ucraineană (100%)
Conform recensământului din 2001, toată populația localității Lozivka era vorbitoare de ucraineană (100%).